# Eyrarbakki

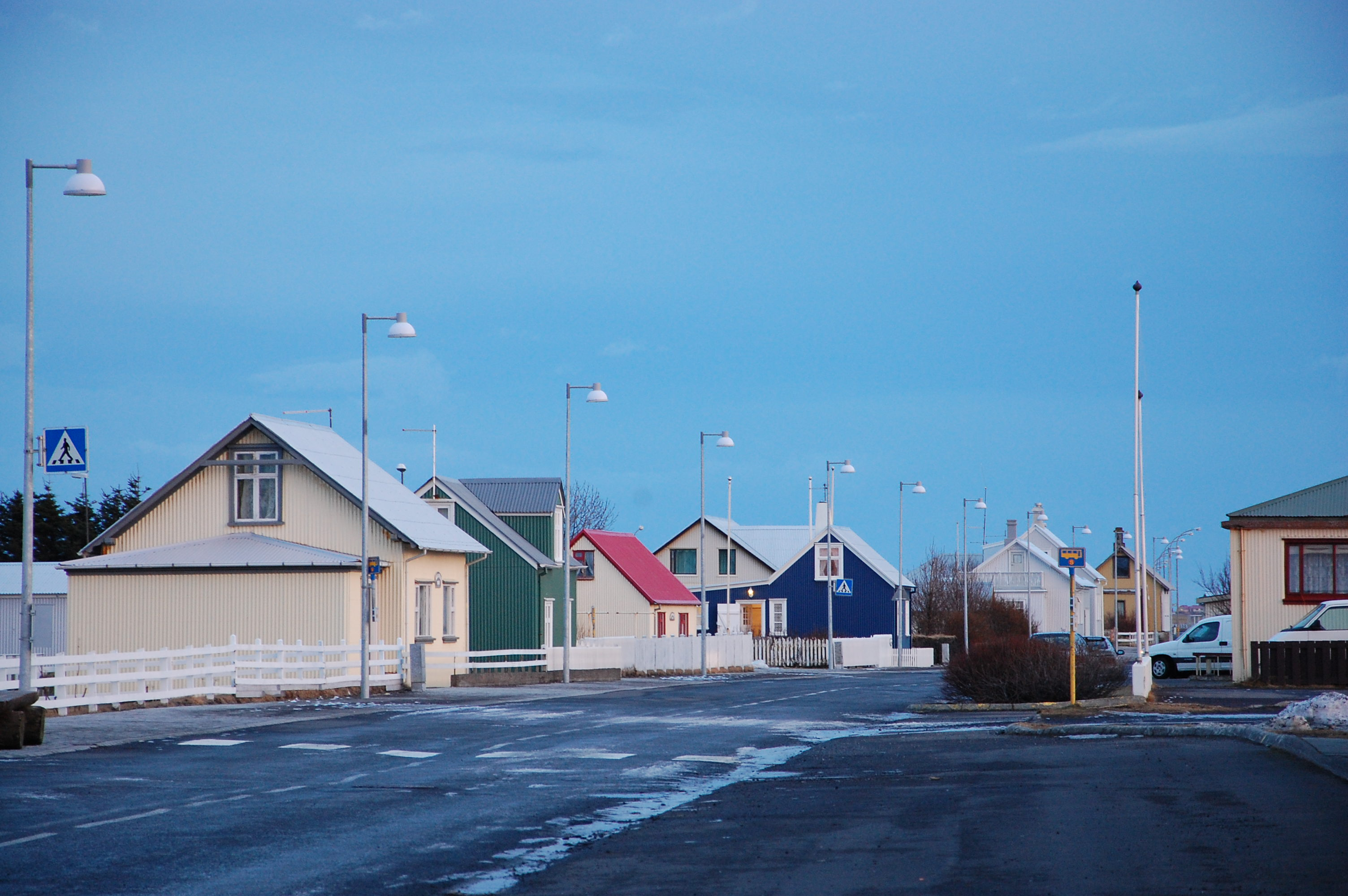
Eyrarbakki

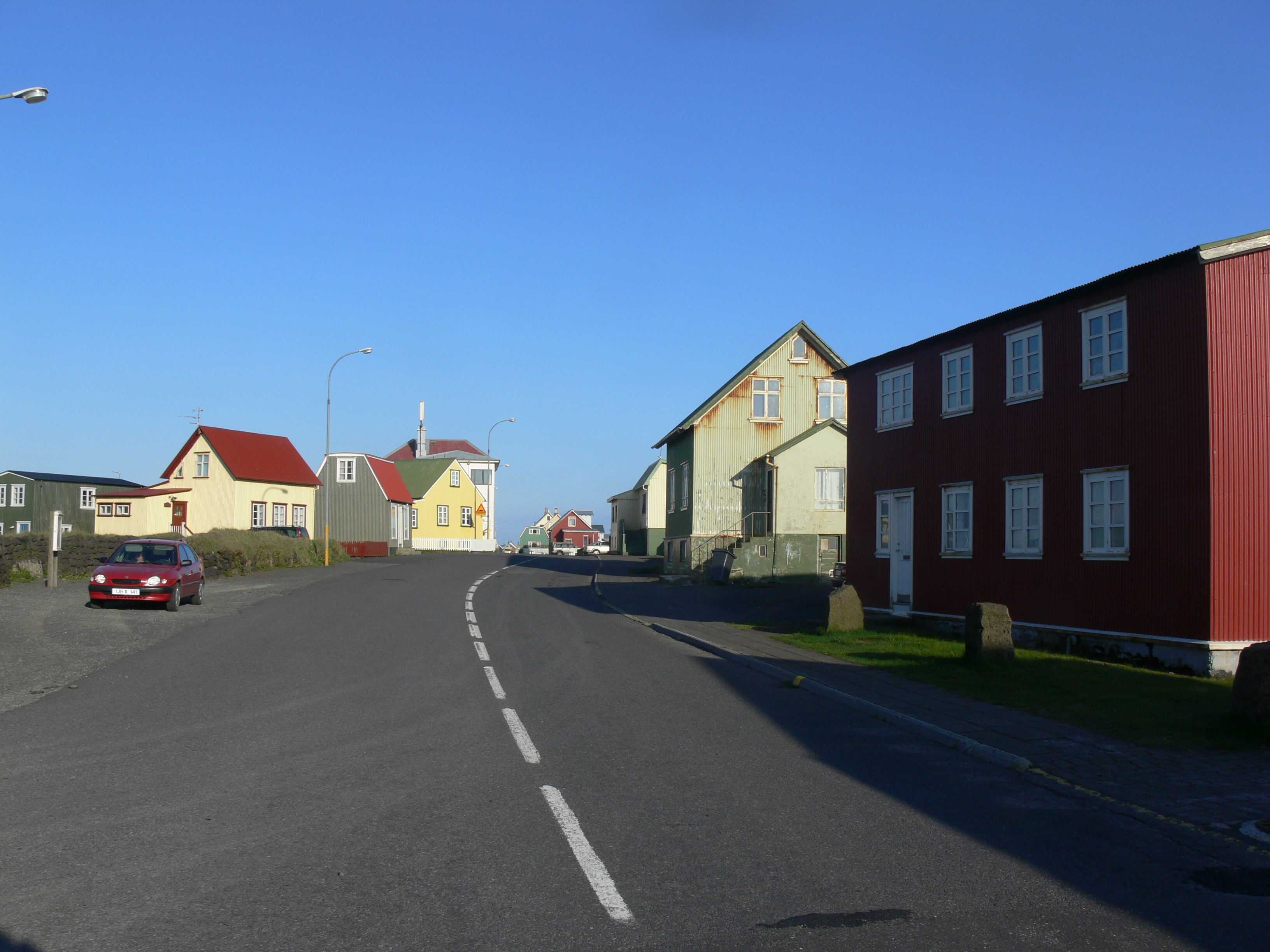
Eyrarbakki

Eyrarbakki är en ort på Islands sydkust, i närheten av älven Ölfusás utlopp. Den ingår numera i Árborgs kommun.
Eyrarbakki var förr en betydande handelsplats, eftersom trakten är mycket bördig, men numera dominerar fiskerinäringen. Orten hade 2021 590 invånare.
Liksom Selfoss och Stokkseyri är Eyrarbakki byggt på Stora Þjórsá-lavafältet.